# Okręg Bellinzona
Bellinzona  (wł. Distretto di Bellinzona, hist. Landvogtei Bellenz) – okręg w Szwajcarii, w kantonie Ticino. Siedziba administracyjna okręgu znajduje się w mieście Bellinzona. 
Okręg składa się z trzech powiatów (circolo), w skład których wchodzi sześć gmin (comune) o powierzchni 226,33 km² i o liczbie mieszkańców 56 371.

## Powiaty
1. Arbedo-Castione
2. Bellinzona
3. Sant’Antonino